# Die 10 Gebote der Gelassenheit
Die 10 Gebote der Gelassenheit, auch bekannt als Dekalog der Gelassenheit, werden dem römisch-katholischen Papst Johannes XXIII. (1881–1963) zugeschrieben und gelten als ein Angebot einer einfachen und unkomplizierten Lebensphilosophie.
Einzelne dieser Leitsätze hatte er schon in seinem Geistlichen Tagebuch formuliert, andere kamen später dazu. Auffällig ist, dass erst die letzte dieser Maximen Bezug auf Gott nimmt. Keine dieser Lebensregeln ist spezifisch christlich, was zur weiten Verbreitung beigetragen hat. Eine ähnliche Zusammenstellung von zwölf Lebensregeln geht auf die englische Schriftstellerin Sibyl Farish Partridge (1856–1917) zurück. Das von ihr verfasste Gebet Just for to-day (englisch Just for today „Nur für heute“) wurde bereits 1877 erstmals veröffentlicht.
Auch beispielsweise Selbsthilfegruppen wie die Anonymen Alkoholiker, Narcotics Anonymous und Emotions Anonymous haben diese Leitsätze neben ihrer speziellen Abwandlung des Zwölf-Schritte-Programms in ihre Grundsätze aufgenommen.

## Text
1. Leben
Nur für heute werde ich mich bemühen, einfach den Tag zu erleben – ohne alle Probleme meines Lebens auf einmal lösen zu wollen.
2. Sorgfalt
Nur für heute werde ich größten Wert auf mein Auftreten legen und vornehm sein in meinem Verhalten: Ich werde niemanden kritisieren; ja ich werde nicht danach streben, die anderen zu korrigieren oder zu verbessern... nur mich selbst.
3. Glück
Nur für heute werde ich in der Gewissheit glücklich sein, dass ich für das Glück geschaffen bin ... nicht nur für die andere, sondern auch für diese Welt.
4. Realismus
Nur für heute werde ich mich an die Umstände anpassen, ohne zu verlangen, dass die Umstände sich an meine Wünsche anpassen.
5. Lesen
Nur für heute werde ich zehn Minuten meiner Zeit einer guten Lektüre widmen. Wie die Nahrung für das Leben des Leibes notwendig ist, ist die gute Lektüre notwendig für das Leben der Seele.
6. Handeln
Nur für heute werde ich eine gute Tat vollbringen – und ich werde es niemandem erzählen.
7. Überwinden
Nur für heute werde ich etwas tun, wozu ich keine Lust habe. Sollte ich mich in meinen Gedanken beleidigt fühlen, werde ich dafür sorgen, dass niemand es merkt.
8. Planen
Nur für heute werde ich ein genaues Programm aufstellen. Vielleicht halte ich mich nicht genau daran, aber ich werde es aufsetzen. Und ich werde mich vor zwei Übeln hüten: vor der Hetze und vor der Unentschlossenheit.
9. Mut
Nur für heute werde ich keine Angst haben. Ganz besonders werde ich keine Angst haben, mich an allem zu freuen, was schön ist. Und ich werde an die Güte glauben.
10. Vertrauen
Nur für heute werde ich fest daran glauben – selbst wenn die Umstände das Gegenteil zeigen sollten –, dass die gütige Vorsehung Gottes sich um mich kümmert, als gäbe es sonst niemanden auf der Welt.
Nimm dir nicht zu viel vor. Es genügt die friedliche, ruhige Suche nach dem Guten an jedem Tag zu jeder Stunde, und ohne Übertreibung und mit Geduld.